# نهر جهلم
نَهْرُ جِهْلَم (بالهندستانية: جِہْلَم) نهر في شمال الهند وشرق باكستان. إنه أقصى غرب الأنهار الخمسة لمنطقة البنجاب، ويمر عبر وادي كشمير. وهو رافد لنهر السند ويبلغ طوله الإجمالي حوالي 725 كيلومتر (450 ميل).

## أصل الكلمة

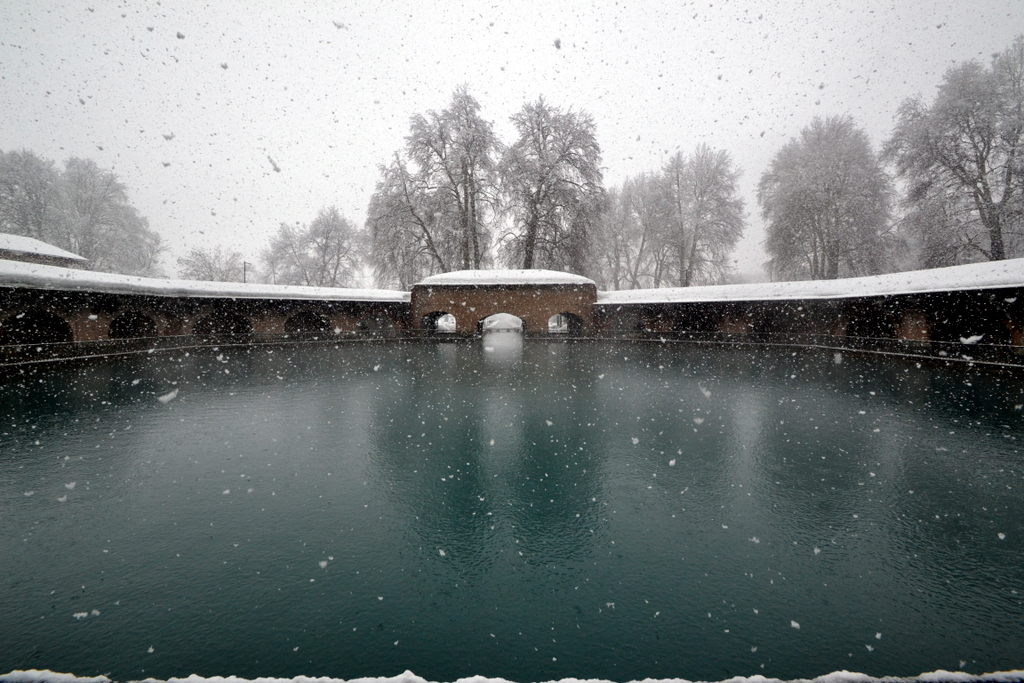
ينبوع فريناج، مصدر رئيسي لنهر جهلم.

سجل أنجم سلطان شهباز بعض القصص التي تحمل اسم جهلم في كتابه تاريخ جهلم على النحو التالي: 
العديد من الكتاب لديهم آراء مختلفة حول اسم جهلم. أحد الاقتراحات هو أنه في الأيام القديمة كان جهلم آباد يعرف باسم جالهام. يقال إن كلمة جهلم مشتقة من الكلمتين جال (الماء النقي) وهام (الثلج). يشير الاسم إلى مياه النهر (التي تتدفق إلى جانب المدينة) والتي تعود أصولها إلى جبال الهيمالايا المغطاة بالثلوج.
ومع ذلك، يعتقد بعض الكتاب أنه عندما وصل "Dara-e-Azam" إلى مكان معين على ضفة النهر بعد فوزه بالعديد من المعارك، ثبت عَلمه في ذلك المكان ووصفه بـ "Ja-e-Alam" والذي يعني «مكان العَلَم». مع مرور الوقت أصبح جهلم من "Ja-e-Alam".
اسم السنسكريتية لهذا النهر هو Vitasta. مشتق اسم النهر من أسطورة ملفق فيما يتعلق بأصل النهر كما هو موضح في نيلاماتا بورانا. طلب إلهة بارفاتي من قبل حكيم كاسيابا أن يأتي إلى كشمير لتنقية الأرض من الممارسات الشريرة وشوائب بيساشاس التي تعيش هناك. آلهة بارفاتي ثم تولى شكل نهر في العالم السفلي. ثم قام اللورد شيفا بسكتة دماغية مع رمحه بالقرب من دار نيلا (Verinag Spring). بضربة من الرمح، خرجت إلهة بارفاتي من العالم السفلي. شيفا نفسه اسمه لها Vitasta. كان قد حفر مع الرمح خندقاً يقيس Vitasti (قياس معين للطول يُعرف إما بأنه امتداد طويل بين الإبهام الممتد والإصبع الصغير، أو المسافة بين الرسغ وطرف الأصابع، ويقال إنه حوالي 9 بوصات)، من خلالها خرج النهر - الذي ذهب إلى العالم السفلي -، لذلك أعطيت اسم Vitasta به.

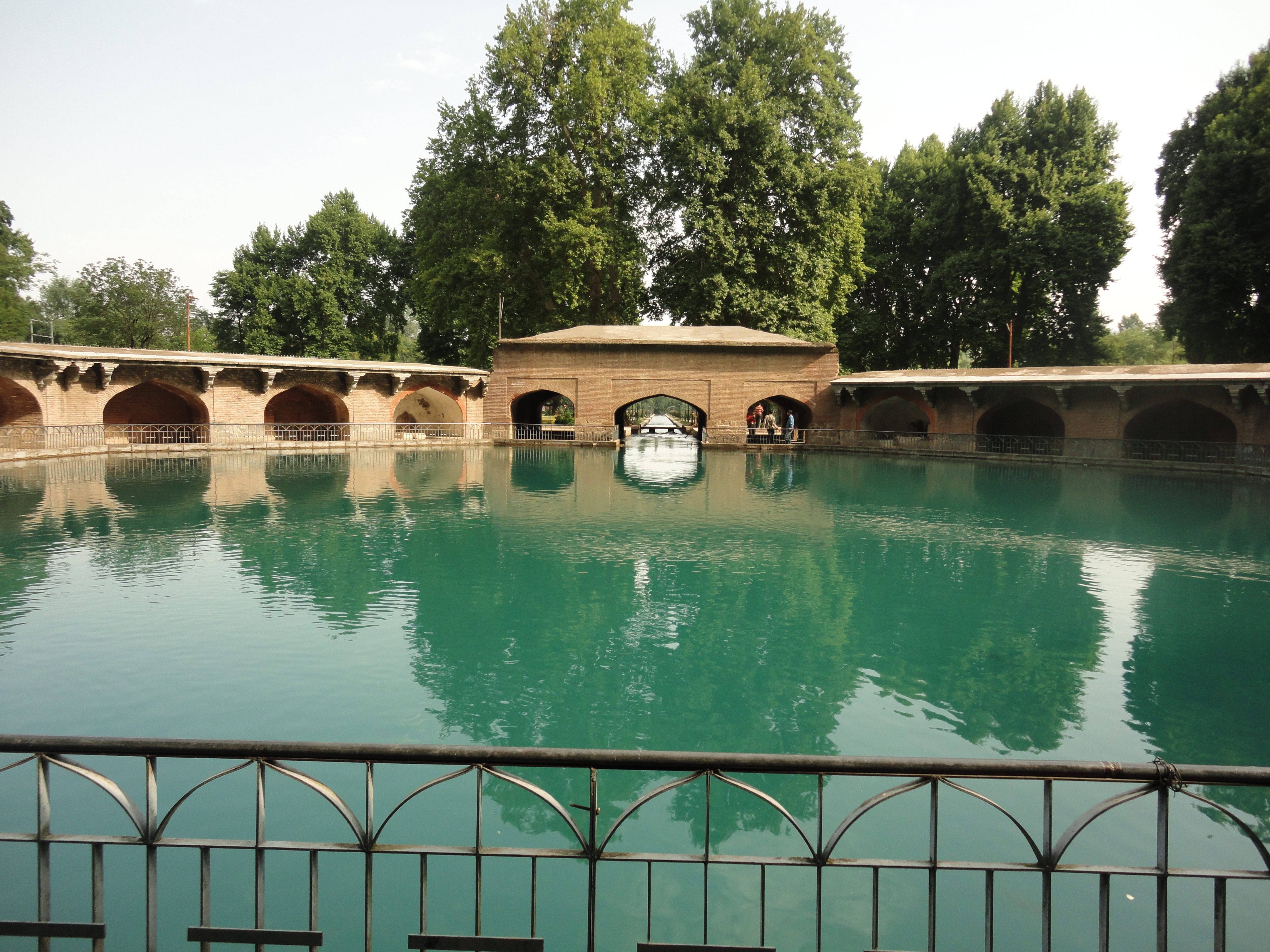
ينبوع فريناج مصدر مياه رئيس لنهر جهلم

عبر الإسكندر الأكبر وجيشه نهر جهلم في عام 326 قبل الميلاد في معركة نهر هيداسبس حيث هزم الملك الهندي بورس. ووفقا لأريان (تفاقم المرض، 29)، وبنى المدينة «على الفور حيث انه بدأ عبور نهر هيداسبس»، التي سماها بوسيفالوس (أو Bucephala) لتكريم حصانه الشهير بوسيفالوس الذي دفن في جلال بور شريف. من المعتقد أن بوسيفالوس القديمة كانت بالقرب من موقع مدينة جهلم الحديثة. ووفقا لمؤرخ منطقة غوجارات، منصور بهزاد بوت، دفن بوسيفالوس في جلال بور شريف، ولكن الناس من ماندي بهاء الدين، وهي منطقة قريبة من جيهلوم، يعتقدون أن تهسيل فاليا هي التي سميت على اسم خيل الاكسندر الميت، قائلين ان اسم فاليا كان تحريف من بوسيفالوس. يتم تخصيص مياه جهلم لباكستان بموجب شروط معاهدة مياة السند. تعمل الهند في مشروع للطاقة الكهرومائية على أحد روافد نهر جهلم لإنشاء حقوق الاستخدام الأولي على مياه النهر فوق باكستان وفقًا لمعاهدة مياة السند.

## دورة
نهر جهلم يرتفع من منبع فريناج الذي يقع عند سفح Pir Panjal في الجزء الجنوبي الشرقي من وادي كشمير. ينضم إلى روافده نهر ليدر في خانابال ونهر السيند في شاديبورا في وادي كشمير. يتدفق عبر سريناجار وبحيرة Wular قبل دخول باكستان عبر ممر ضيق ضيق. نهر نيلوم، أكبر روافد نهر جهلم، ينضم إليه في دوميل مظفر آباد، وكذلك النهر الأكبر التالي، نهر كونهار في وادي كاغان. كما أنه يتصل بباقي باكستان وكشمير الباكستانية عند جسر كوهالا شرق سيركل باكوتي. ثم ينضم إلى نهر بونش، ويتدفق إلى خزان سد مانغلا في مقاطعة ميربور. جهلم يدخل البنجاب في منطقة جهلم. من هناك، يتدفق عبر سهول البنجاب في باكستان، ويشكل الحدود بين Jech و Sindh Sagar Doabs. وينتهي عند التقاء نهر تشيناب في تريمو في مقاطعة جانغ. يدمج نهر تشيناب مع ستلج ليشكل نهر بانجناد، الذي ينضم إلى نهر السند في ميتهانكوت.

## البحيرات
- بحيرة ولار
- بحيرة دال
- Manasbal Lake
- Gangabal Lake
- Nigeen Lake
- Anchar Lake

## السدود والقناطر
النهر لديه القدرة الغنية لتوليد الطاقة في الهند. يتم بناء هياكل التحكم في المياه نتيجة لمشروع حوض السند، بما في ذلك ما يلي:
- يعد سد مانجلا، الذي تم الانتهاء منه عام 1967، أحد أكبر سدود مدافن النفايات في العالم، بطاقة تخزينية تبلغ 5,900,000 قدم فدان (7.3 كـم3)
- يبلغ عدد زوار سد رسول، التي شُيدت عام 1967، 850 ألفًا كحد أقصى   قدم / ثانية (24000 متر مكعب / ثانية).
- تم بناء سد تريمو في عام 1939 على بعد حوالي 20 كم من Jhang Sadar عند التقاء مع Chenab، ويبلغ الحد الأقصى لسعة التصريف 645000   قدم / ثانية (18000 متر مكعب / ثانية).
- تم بناء هارانبور (جسر فيكتوريا) في عام 1933 تقريبًا 5   كم من ملكوال بالقرب من قرية تشاك نظام. طوله 1   كم تستخدم أساسا من قبل السكك الحديدية الباكستانية ولكن هناك ممر للمركبات الخفيفة والدراجات النارية والدراجات والمشاة في جانب واحد.
- يقع سد أوري مع محطة كهرباء هيدرو 480 ميغاواط في ولاية جامو وكشمير.
- محطة كيشانغانغ الكهرومائية 330 ميجاوات تقع محطة كهرومائية في ولاية جامو وكشمير

## القنوات
- تمتد قناة جهلم العليا من سد Mangla إلى Chenab.
- تمتد قناة وصلة القادول من قناة رسول إلى نهر الشنب.
- وتشاشما يدير -جهلم رابط القناة من سد شاشما على نهر السند إلى نهر جهلم المصب رسول قناطر. هذا هو 40 كيلومتر (25 ميل) من بلدة ماري شاه ساكيرا.

## صالة عرض
- نهر جهلم ، بارام الله ، كشمير ، ثمانينيات القرن التاسع عشر
- نهر جهلم في أوري في كشمير ، ١٩٠٣
- جسر الحبل في كارلي ، ١٩٠٨
- جسر فوق النهر ، سريناجار ، 1969
- نهر جهلم بالقرب من مظفر آباد (2014)
- ملف: نهر جهلم ، مظفر آباد
- بالقرب من مظفر آباد ، 2014
- Jhelum في Verinag ، 2014
- نهر جهلم في مدينة جيلوم ، 2005